# Kamimuria magna
Kamimuria magna är en bäcksländeart som beskrevs av Wu, C.F. 1938. Kamimuria magna ingår i släktet Kamimuria och familjen jättebäcksländor. Inga underarter finns listade i Catalogue of Life.